# Higher Truth
Higher Truth es el cuarto álbum de estudio del músico estadounidense Chris Cornell, publicado el 18 de septiembre de 2015 y producido por Brendan O'Brien. Se trata de su último trabajo en estudio como solista, publicado dos años antes de su fallecimiento. El disco sólo tuvo un sencillo promocional, "Nearly Forgot My Broken Heart", que además contó con un videoclip.

## Lista de canciones
Todas las canciones escritas y compuestas por Chris Cornell. 
| N.º | Título                          | Duración |  |
| 1.  | «Nearly Forgot My Broken Heart» | 3:45     |  |
| 2.  | «Dead Wishes»                   | 4:55     |  |
| 3.  | «Worried Moon»                  | 4:32     |  |
| 4.  | «Before We Disappear»           | 3:51     |  |
| 5.  | «Through the Window»            | 4:41     |  |
| 6.  | «Josephine»                     | 3:38     |  |
| 7.  | «Murderer of Blue Skies»        | 3:42     |  |
| 8.  | «Higher Truth»                  | 5:06     |  |
| 9.  | «Let Your Eyes Wander»          | 3:42     |  |
| 10. | «Only These Words»              | 3:29     |  |
| 11. | «Circling»                      | 3:28     |  |
| 12. | «Our Time in the Universe»      | 4:19     |  |

## Créditos
- Chris Cornell – voz, guitarra, bajo, mandolina, percusión
- Brendan O'Brien – guitarra, bajo, teclados, percusión
- Patrick Warren – piano
- Matt Chamberlain – batería
- Anne Marie Simpson – cuerdas